# Чемпионат Северной, Центральной Америки и Карибского бассейна по волейболу среди юниоров
Чемпионаты Северной, Центральной Америки и Карибского бассейна по волейболу среди юниорских команд — соревнования для волейбольных сборных юношей и девушек стран Северной, Центральной Америки и Карибского бассейна, проводимые под эгидой NORCECA.
Проходят с 1998 года среди юношей и девушек с периодичностью один раз в два года по чётным годам. В мужских турнирах участвуют юноши возрастом до 19 лет, в женских турнирах — девушки возрастом до 17 лет. 

## Мужские соревнования
Призёры
| Год  | Место проведения                                                | 1-е место                                                       | 2-е место                                                       | 3-е место                                                       |
| ---- | --------------------------------------------------------------- | --------------------------------------------------------------- | --------------------------------------------------------------- | --------------------------------------------------------------- |
| 1998 | Мао (Доминиканская Республика)                                  | Доминиканская Республика                                        | Мексика                                                         | Пуэрто-Рико                                                     |
| 2000 | (Мексика)                                                       | Мексика                                                         | Пуэрто-Рико                                                     | Канада                                                          |
| 2002 | Санто-Доминго (Доминиканская Республика)                        | Пуэрто-Рико                                                     | США                                                             | Мексика                                                         |
| 2004 | Мехико (Мексика)                                                | Куба                                                            | Канада                                                          | Мексика                                                         |
| 2006 | Санто-Доминго (Доминиканская Республика)                        | Пуэрто-Рико                                                     | США                                                             | Куба                                                            |
| 2008 | Майами (США)                                                    | США                                                             | Пуэрто-Рико                                                     | Мексика                                                         |
| 2010 | Гвадалахара (Мексика)                                           | Куба                                                            | США                                                             | Пуэрто-Рико                                                     |
| 2012 | Тихуана (Мексика)                                               | Куба                                                            | Мексика                                                         | США                                                             |
| 2014 | Талса (США)                                                     | США                                                             | Куба                                                            | Мексика                                                         |
| 2016 | Гавана (Куба)                                                   | Куба                                                            | США                                                             | Мексика                                                         |
| 2018 | Сан-Хосе (Коста-Рика)                                           | Куба                                                            | США                                                             | Пуэрто-Рико                                                     |
| 2020 | Из-за пандемии коронавируса COVID-19 соревнования были отменены | Из-за пандемии коронавируса COVID-19 соревнования были отменены | Из-за пандемии коронавируса COVID-19 соревнования были отменены | Из-за пандемии коронавируса COVID-19 соревнования были отменены |
| 2022 | Соревнования отменены                                           | Соревнования отменены                                           | Соревнования отменены                                           | Соревнования отменены                                           |
| 2024 | Понсе (Пуэрто-Рико)                                             | США                                                             | Куба                                                            | Пуэрто-Рико                                                     |

## Женские соревнования
Призёры
| Год  | Место проведения                                                | 1-е место                                                       | 2-е место                                                       | 3-е место                                                       |
| ---- | --------------------------------------------------------------- | --------------------------------------------------------------- | --------------------------------------------------------------- | --------------------------------------------------------------- |
| 1998 | Маягуэс (Пуэрто-Рико)                                           | США                                                             | Пуэрто-Рико                                                     | Канада                                                          |
| 2000 | Санто-Доминго (Доминиканская Республика)                        | Пуэрто-Рико                                                     | США                                                             | Доминиканская Республика                                        |
| 2002 | Солт-Лейк-Сити (США)                                            | США                                                             | Доминиканская Республика                                        | Пуэрто-Рико                                                     |
| 2004 | Катаньо (Пуэрто-Рико)                                           | США                                                             | Пуэрто-Рико                                                     | Мексика                                                         |
| 2006 | Гейнсвилл (США)                                                 | США                                                             | Доминиканская Республика                                        | Пуэрто-Рико                                                     |
| 2008 | Гуайнабо (Пуэрто-Рико)                                          | США                                                             | Мексика                                                         | Доминиканская Республика                                        |
| 2010 | Гватемала (Гватемала)                                           | США                                                             | Мексика                                                         | Пуэрто-Рико                                                     |
| 2012 | Тихуана (Мексика)                                               | США                                                             | Доминиканская Республика                                        | Мексика                                                         |
| 2014 | Сан-Хосе (Коста-Рика)                                           | Доминиканская Республика                                        | США                                                             | Мексика                                                         |
| 2016 | Сан-Хуан (Пуэрто-Рико)                                          | Доминиканская Республика                                        | США                                                             | Мексика                                                         |
| 2018 | Тегусигальпа (Гондурас)                                         | США                                                             | Канада                                                          | Куба                                                            |
| 2020 | Из-за пандемии коронавируса COVID-19 соревнования были отменены | Из-за пандемии коронавируса COVID-19 соревнования были отменены | Из-за пандемии коронавируса COVID-19 соревнования были отменены | Из-за пандемии коронавируса COVID-19 соревнования были отменены |
| 2022 | Соревнования отменены                                           | Соревнования отменены                                           | Соревнования отменены                                           | Соревнования отменены                                           |
| 2024 | Тегусигальпа (Гондурас)                                         | США                                                             | Канада                                                          | Пуэрто-Рико                                                     |